# Chacamuc
Chacamuc är en ort i Mexiko.   Den ligger i kommunen Oxchuc och delstaten Chiapas, i den sydöstra delen av landet, 800 km öster om huvudstaden Mexico City. Chacamuc ligger 1 755 meter över havet och antalet invånare är 352.
Terrängen runt Chacamuc är bergig. Runt Chacamuc är det ganska tätbefolkat, med 75 invånare per kvadratkilometer. I omgivningarna runt Chacamuc växer i huvudsak städsegrön lövskog.